# Clásica San Sebastián 2012
De Classica San Sebastian was in 2012 aan haar 32e editie toe. De wedstrijd, die in 2011 gewonnen werd door Philippe Gilbert, werd verreden op 14 augustus. Normaal gesproken vindt de Clásica San Sebastián plaats op de zaterdag na de Ronde van Frankrijk, maar in verband met de Olympische Spelen in Londen was de editie van 2012 twee weken naar achteren verschoven en werd dit keer op een dinsdag verreden.

## Hellingen
Er liggen een heleboel hellingen op het parcours, maar er waren er maar zes officieel in aanmerking genomen, waarvan de Alto di Jaizkibel de zwaarste is met een duur van 7,8 kilometer en een maximaal stijgingspercentage van 8% en een gemiddeld stijgingspercentage van 5,8%. Andere hellingen zijn: Alto de Orio, Alto de Garate en de Alto de Arkale. De Alto de Arkale en de Alto de Jaizkibel worden twee keer beklommen. Start en aankomst liggen in San Sebastian.

## Deelnemende ploegen
| 18 UCI World Tour-ploegen | 18 UCI World Tour-ploegen | 18 UCI World Tour-ploegen | 2 wildcards |
| ------------------------- | ------------------------- | ------------------------- | ----------- |
| AG2R-La Mondiale          | Lampre-ISD                | Sky ProCycling            | Andalucía   |
| Astana Pro Team           | Liquigas-Cannondale       | Team Garmin-Sharp         | Caja Rural  |
| BMC Racing Team           | Lotto-Belisol             | Team Katjoesja            |             |
| Euskaltel-Euskadi         | Omega Pharma-Quick Step   | Team Movistar             |             |
| FDJ-BigMat                | Rabobank                  | Saxo Bank-Tinkoff Bank    |             |
| Orica-GreenEdge           | RadioShack-Nissan-Trek    | Vacansoleil-DCM           |             |

## Uitslag
| Plaats  | Naam                | Ploeg                  | Tijd     |
| ------- | ------------------- | ---------------------- | -------- |
| Winnaar | Luis León Sánchez   | Rabobank               | 5u55'34" |
| 2       | Simon Gerrans       | Orica-GreenEdge        | +00' 07" |
| 3       | Gianni Meersman     | Lotto-Belisol          | z.t.     |
| 4       | Christophe Le Mével | Garmin-Sharp           | z.t.     |
| 5       | Bauke Mollema       | Rabobank               | z.t.     |
| 6       | Mauro Santambrogio  | BMC Racing Team        | z.t.     |
| 7       | Mads Christensen    | Saxo Bank-Tinkoff Bank | z.t.     |
| 8       | Joaquim Rodríguez   | Team Katjoesja         | z.t.     |
| 9       | Xavier Florencio    | Team Katjoesja         | z.t.     |
| 10      | Diego Ulissi        | Lampre-ISD             | z.t.     |
| 11      | Igor Antón          | Euskaltel-Euskadi      | z.t.     |
| 12      | Andrew Talansky     | Garmin-Sharp           | z.t.     |
| 13      | Greg Van Avermaet   | BMC Racing Team        | z.t.     |
| 14      | Haimar Zubeldia     | Radioshack-Nissan      | z.t.     |
| 15      | Rafal Majka         | Saxo Bank-Tinkoff Bank | z.t.     |
| 16      | Nicolas Roche       | AG2R-La Mondiale       | z.t.     |
| 17      | Daniele Ratto       | Liquigas-Cannondale    | z.t.     |
| 18      | Daniel Martin       | Garmin-Sharp           | z.t.     |
| 19      | Rafael Valls        | Vacansoleil-DCM        | z.t.     |
| 20      | Sergio Henao        | Sky ProCycling         | z.t.     |

1981 · 1982 · 1983 · 1984 · 1985 · 1986 · 1987 · 1988 · 1989 · 1990 · 1991 · 1992 · 1993 · 1994 · 1995 · 1996 · 1997 · 1998 · 1999 · 2000 · 2001 · 2002 · 2003 · 2004 · 2005 · 2006 · 2007 · 2008 · 2009 · 2010 · 2011 · 2012 · 2013 · 2014 · 2015 · 2016 · 2017 · 2018 · 2019 · 2020 · 2021 · 2022 · 2023 · 2024
 Tour Down Under · 
 Parijs-Nice · 
 Tirreno-Adriatico · 
 Milaan-San Remo · 
 Ronde van Catalonië · 
 E3 Harelbeke · 
 Gent-Wevelgem · 
 Ronde van Vlaanderen · 
 Ronde van het Baskenland · 
 Parijs-Roubaix · 
 Amstel Gold Race · 
 Waalse Pijl · 
 Luik-Bastenaken-Luik · 
 Ronde van Romandië · 
 Ronde van Italië · 
 Critérium du Dauphiné · 
 Ronde van Zwitserland · 
 Ronde van Frankrijk · 
 Ronde van Polen · 
  Eneco Tour · 
 Clásica San Sebastián · 
 Ronde van Spanje · 
 Vattenfall Cyclassics · 
 GP Ouest France-Plouay · 
 Grote Prijs van Quebec · 
 Grote Prijs van Montreal · 
 UCI Ploegentijdrit · 
 Ronde van Lombardije · 
 Ronde van Peking